# Distrito electoral de Pierce (condado de Pierce, Nebraska)
Pierce (en inglés: Pierce Precinct) es un distrito electoral ubicado en el condado de Pierce en el estado estadounidense de Nebraska. En el Censo de 2010 tenía una población de 449 habitantes y una densidad poblacional de 4,97 personas por km².

## Geografía
Pierce se encuentra ubicado en las coordenadas 42°13′36″N 97°33′6″O / 42.22667, -97.55167. Según la Oficina del Censo de los Estados Unidos, Pierce tiene una superficie total de 90.4 km², de la cual 88.84 km² corresponden a tierra firme y (1.72%) 1.55 km² es agua.

## Demografía
Según el censo de 2010, había 449 personas residiendo en Pierce. La densidad de población era de 4,97 hab./km². De los 449 habitantes, Pierce estaba compuesto por el 99.11% blancos, el 0.22% eran afroamericanos, el 0% eran amerindios, el 0% eran asiáticos, el 0% eran isleños del Pacífico, el 0.67% eran de otras razas y el 0% pertenecían a dos o más razas. Del total de la población el 1.34% eran hispanos o latinos de cualquier raza.